# Anthony Milner
Anthony Francis Dominic Milner (født 13. maj 1925 i Bristol, England, død 22. september 2002 i L'Alfàs del Pi, Spanien) var en engelsk komponist, lærer, pianist og dirigent.
Milner studerede komposition og klaver på Det Kongelige Musikkonservatorium i London. Han har skrevet 5 symfonier, orkesterværker, kammermusik, koncertmusik, messer, oratorier og solostykker for klaver og orgel etc. Milner underviste som lærer i komposition på Det Kongelige Musikkonservatorium i London og Morley Universitet. Han var også dirigent for flere symfoniorkestre.

## Udvalgte værker
- "Påskesymfoni" (1963) - for strygeorkester
- Kammersymfoni (1968) - for kammerorkester
- Symfoni nr. 1 (1971) - for orkester
- Symfoni nr. 2 (1978) - for solister, blandet kor, drengekor, orgel og orkester
- Symfoni nr. 3 (1987) - for orkester
- Koncert (1982) - for strygeorkester
- obokoncert (1994) - for obo og orkester
- "En engels hilsen" ( (1948) (kantate) - for mezzosopran, alt, blandet kor, træblæsere og strygeorkester
- "Fornærmelser" (1949) - for dobbeltkor, orgel og strygeorkester
- Messe (1952) - for blandet kor a cappella